# Tropaeolum sparrei
Tropaeolum sparrei är en krasseväxtart som beskrevs av B. Ståhl. Tropaeolum sparrei ingår i släktet krassar, och familjen krasseväxter. Inga underarter finns listade i Catalogue of Life.